# 六社神社 (流山市)
六社神社（ろくしゃじんじゃ）は千葉県流山市の神社。

## 概略と沿革
1576年（天正4年）に創建された。境内には利根運河の開削に伴い移設された大杉神社や庚申塔などが存在する。
なお、江戸川対岸の埼玉県吉川市にも「深井新田」という地名があり、同名の神社も存在する。というのも、元々は同一の新田だったが、江戸時代の江戸川開削で分断されたからである。

## 交通アクセス
- 東武野田線運河駅より徒歩30分。